# Karana gemmifera
Karana gemmifera är en fjärilsart som beskrevs av Walker 1857. Karana gemmifera ingår i släktet Karana och familjen nattflyn. Inga underarter finns listade i Catalogue of Life.

## Bildgalleri

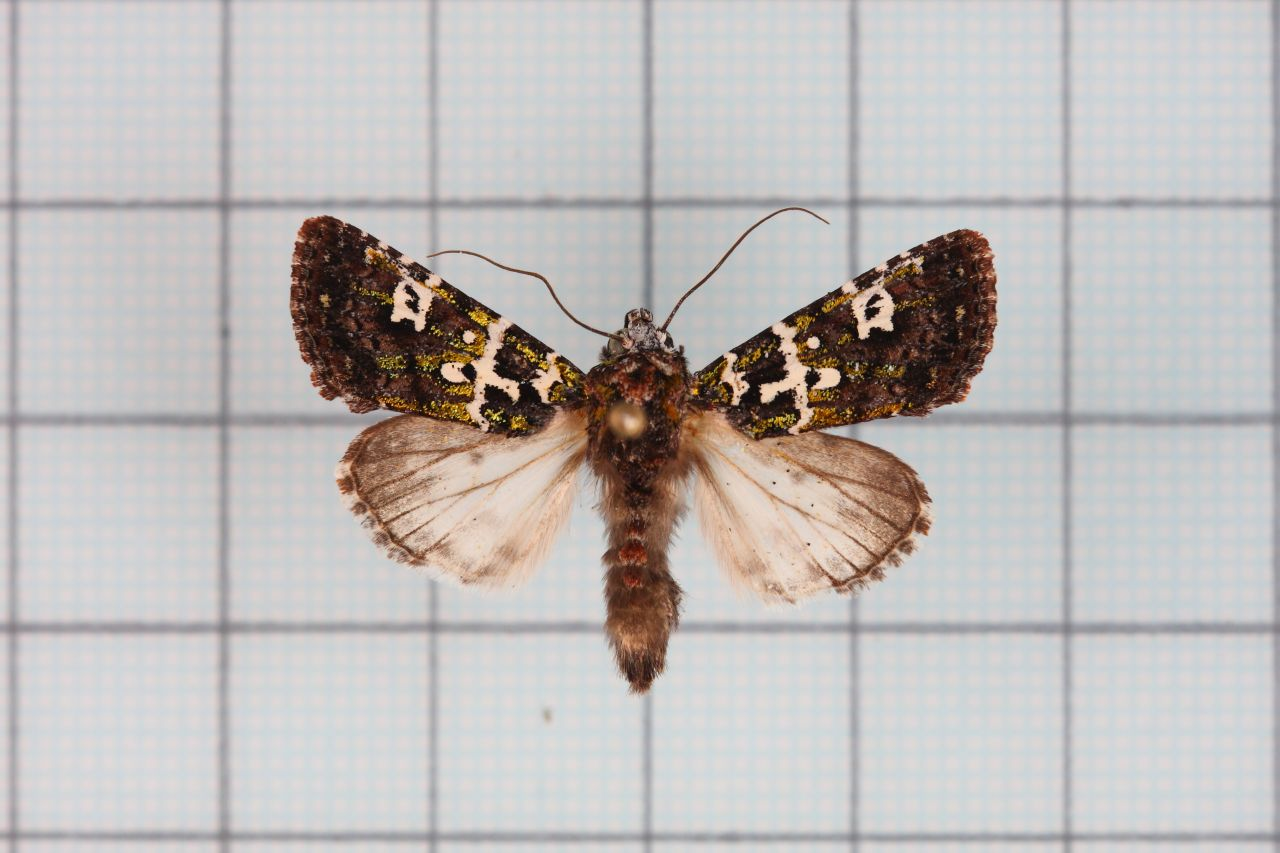
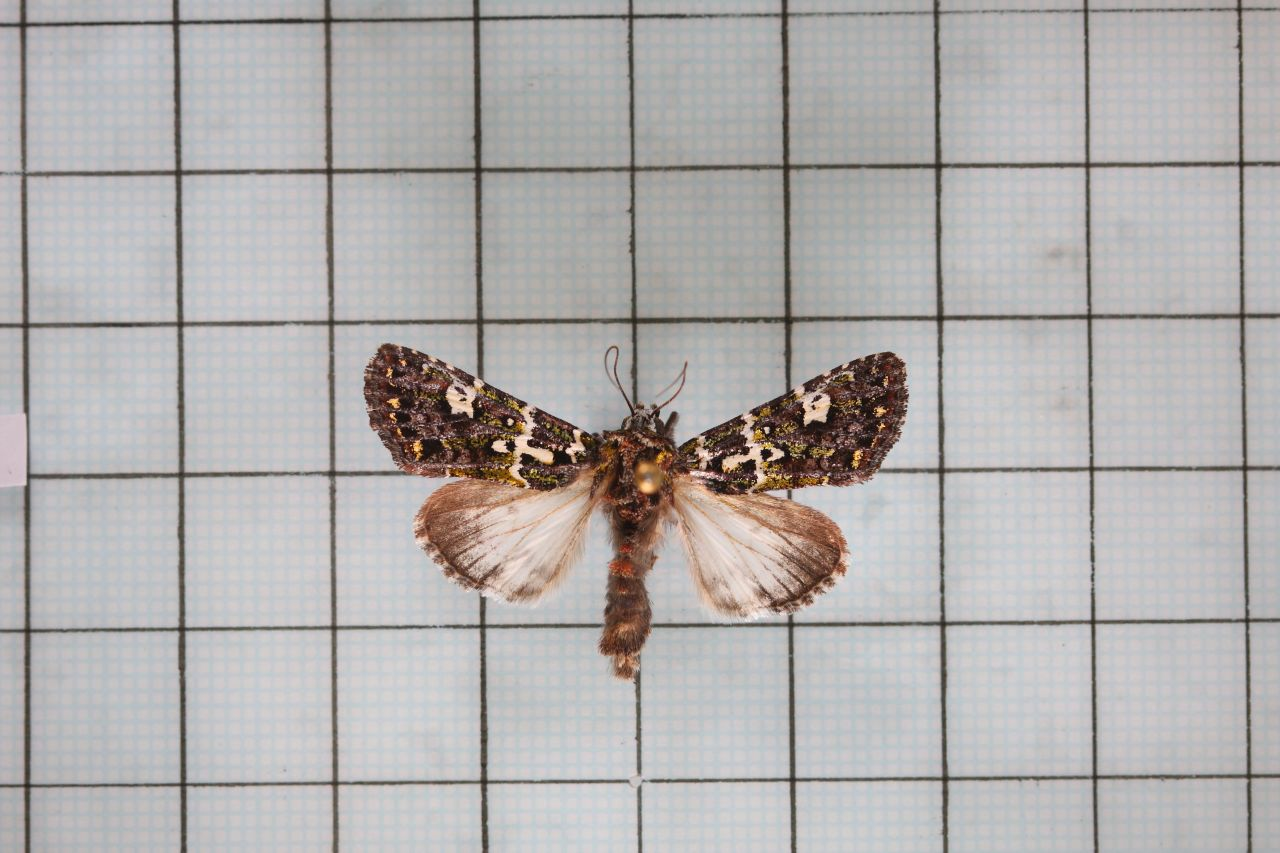